# Melolontha insignis
Melolontha insignis är en skalbaggsart som beskrevs av Semenov 1890. Melolontha insignis ingår i släktet Melolontha och familjen Melolonthidae. Inga underarter finns listade i Catalogue of Life.